# Pocałunek

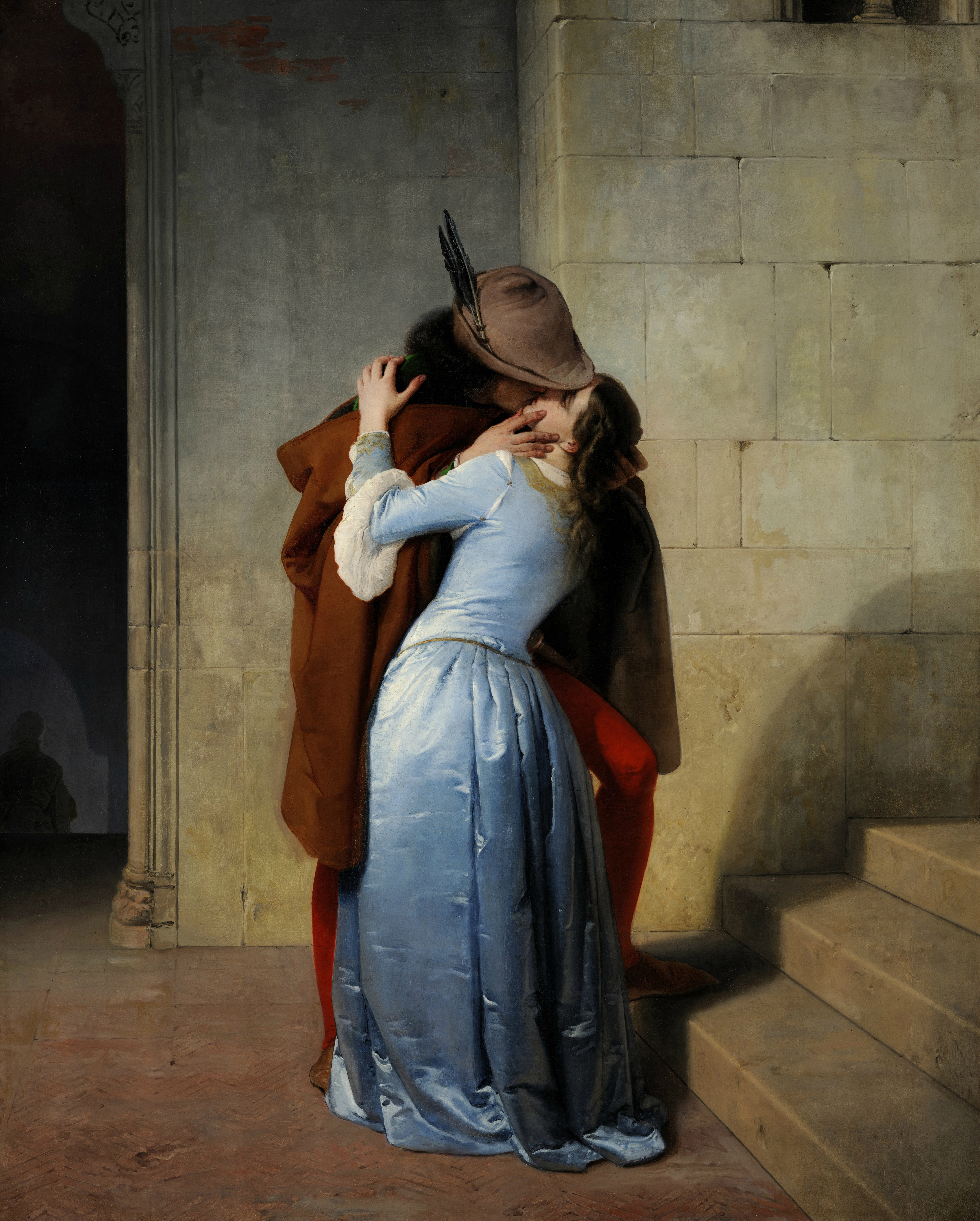
Pocałunek – Francesco Hayez

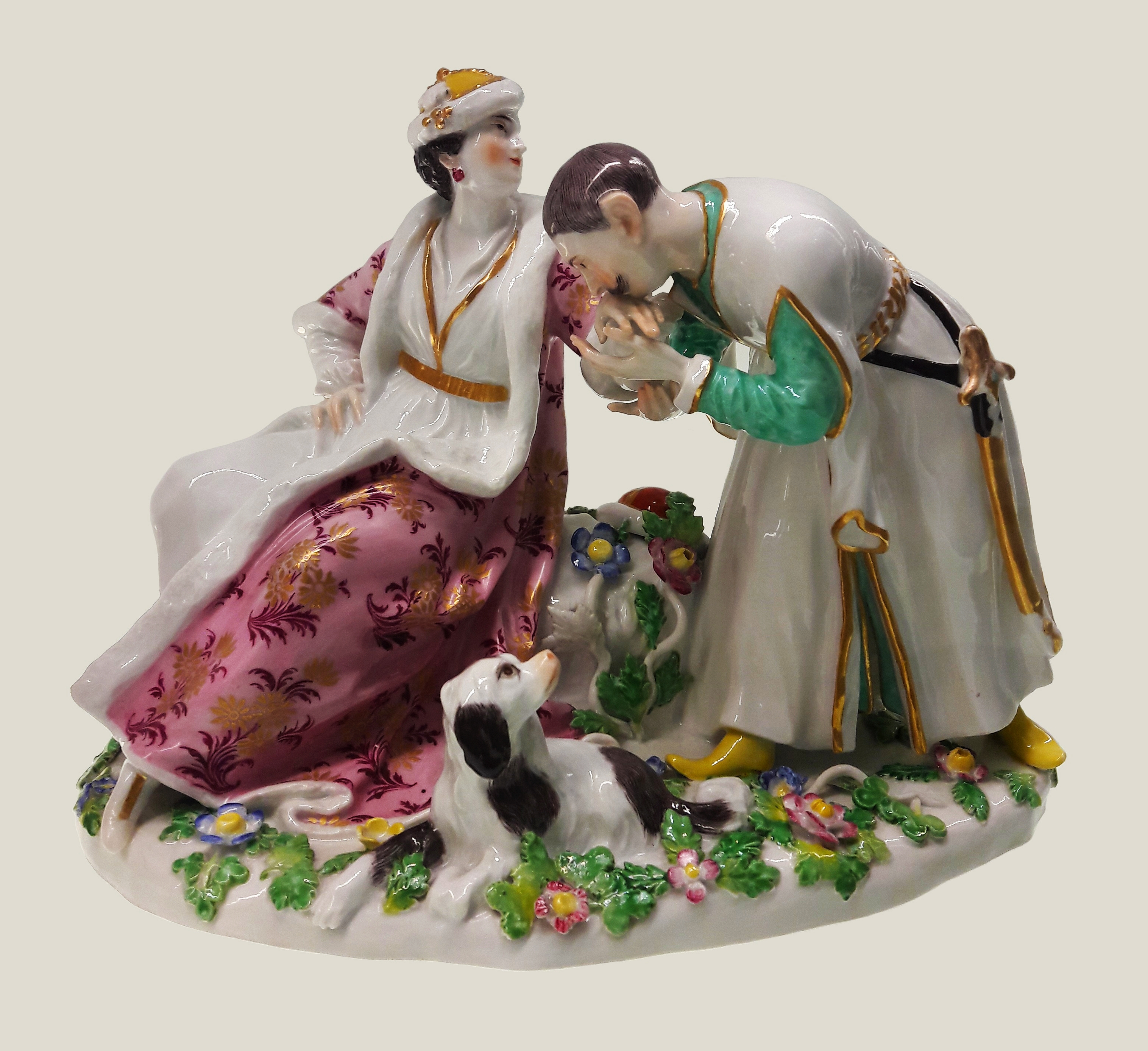
Pocałunek polski według projektu Johanna Joachima Kändlera, oryginał lata 40. XVIII wieku

Pocałunek – akt polegający na kontakcie ust z ciałem innej osoby (np. ustami, policzkiem, dłonią) lub przedmiotem.

## Znaczenia gestu
W wielu kulturach pocałunek służy wyrażaniu różnych uczuć.
1. Ludzki gest szacunku – dotyczy on wszystkich ludzi, np. dzieci całują rodziców i odwrotnie, całuje się osoby starsze i z rodziny
2. Pocałunek w miłości młodzieńczej. Powoduje, iż może narastać pożądanie zmysłowe u chłopca czy dziewczyny.
3. Pocałunek w miłości narzeczeńskiej – jest wyrazem i potwierdzeniem miłości.
4. Pocałunek małżeński – to wyraz czułości i miłości oraz szacunku dla współmałżonka.
5. Pocałunek czci, jako wyraz szacunku wobec bóstw[1].

Różny jest jednak stosunek poszczególnych kultur do publicznego całowania się. O ile w europejskim kręgu kulturowym publiczny pocałunek jest najczęściej akceptowanym zachowaniem, w Indiach czy Japonii bywa traktowany raczej jako element gry wstępnej i ograniczany do sfery prywatnej.
Ponieważ pocałunek jest formą bardzo intymnego kontaktu, wzbudza silne emocje. Dlatego pozwalamy sobie na całowanie jedynie osób bardzo bliskich, zaprzyjaźnionych i tych, z którymi jesteśmy w dobrych relacjach. W innych przypadkach pocałunek jest obwarowany szeregiem norm kulturowych: tylko niektóre sfery ciała mogą być całowane i tylko w odpowiedni sposób. Na przykład mężczyzna może nowo poznawaną kobietę pocałować w rękę, ale niedozwolone jest całowanie np. w szyję.
W związku z tym rodzaj i sposób całowania niesie znaczenia kulturowe, nie związane bezpośrednio z seksualnością, może na przykład oznaczać pozdrowienie. W zależności od kontekstu, stopnia znajomości osób czy pokrewieństwa osób, które wymieniają ze sobą pocałunek, może on być oznaką szacunku, przyjaźni lub sposobem powitania lub pożegnania. Ten ostatni rodzaj pocałunku zazwyczaj wiąże się z krótkim kontaktem ust ze skórą policzka lub tylko z pozorowanym pocałunkiem, polegającym na zbliżeniu się osób "całujących" policzkami. Ten rodzaj powitania czy pożegnania jest powszechny w wielu krajach europejskich i w krajach Ameryki łacińskiej. Rzadziej wiąże się z zetknięciem ust (bez kontekstu seksualnego) – głównie na wschodzie Europy (szczególnie często przywoływana była w tym kontekście fotografia pocałunku powitalnego przywódców komunistycznych Breżniewa i Honeckera). Całowanie w rękę lub noszony przez dostojników religijnych pierścień oznacza szacunek lub podporządkowanie. Znamienny był również w chrześcijaństwie pocałunek symbolizujący zdradę – pocałunek, którym Judasz zdradził Jezusa (Obraz pt. "Pocałunek Judasza").
Całowanie nie jest zachowaniem wyłącznie ludzkim, u wielu zwierząt naczelnych zaobserwowano podobne zachowania.